# Bomba lotnicza wz. 39
Bomba lotnicza wz. 39 (BS-530) – bomba burząca skonstruowana w 1938 roku w Biurze Studiów Spółki Akcyjnej Wielkich Pieców i Zakładów Ostrowieckich. Była to bomba cylindryczna, przeznaczona do przenoszenia w komorze bombowej.
Wyprodukowano serię próbną korpusów tych bomb. Korpusy te elaborowano w Fabryce Amunicji nr 1 w Skarżysku. W wyniku prób zdecydowano o wprowadzeniu bomby do uzbrojenia jako wz. 39. Pierwsza partia bomb miała liczyć 100 szt. Producentem skorup miała być Spółka Akcyjna Wielkich Pieców i Zakładów Ostrowieckich, a brzechw Zakłady Metalurgiczne L. Kranc i T. Łempicki.
Bomba wz. 39 miała cylindryczny korpus z zaokrągloną częścią głowicową. Do stożkowej części ogonowej zamocowane były brzechwy o czterech piórach. Bomba miała być uzbrajana dwoma zapalnikami, głowicowym i tylnym. 